# Monumenta musica Neerlandica
Monumenta musica Neerlandica („Denkmäler der niederländischen Musik“), Abkürzung: MMN, ist eine Reihe mit älteren Werken der niederländischen Musik, die von der Vereeniging voor Nederlandse Muziekgeschiedenis (Vereinigung für niederländische Musikgeschichte) herausgegeben wird. Sie erscheint seit 1959 in Amsterdam.

## Inhaltsübersicht
- 1. (1959) Pieter Hellendaal, Six grands concerts op. 3 (Concerti grossi)
- 2. (1959) Klavierboek Anna Maria van Eijl
- 3. (1961) „Nederlandse klaviermuziek uit de 16 e en 17 e eeuw“
- 4. (1961) Pietro Locatelli, 1. Teil d. VI Introductioni teatrali e VI Concerti op. 4
- 5. (1962) Cornelis Thymanszoon Padbrue, die niederländischen Madrigale (Kusjes, 1641)
- 6. (1965) Utrechter Prosarium
- 7. (1963) „Het geestelijk lied van Noord-Nederland in de vijftiende eeuw“ (die niederländischen Lieder der Handschriften Amsterdam, Wien ÖNB 12875, und Utrecht, Berlin MG 8° 190)
- 8. (1970, 1971, 1973) Illustre Lieve Vrouwe Broederschap ’s-Hertogenbosch, Codex 73. 3 Bände
- 9. (1970, 1973) De Leidse koorboeken. The Leyden Choir Books. Codex A, 2 Bände
- 10. (1894, 1982, 1980) Cornelis Schuyt, Opera. 3 Bände
- 11. (1976) Anthoni van Noordt: Tabulatuurboeck van Psalmen en Fantasyen (1659)
- 12. (1979) Herman Hollanders: Concerti ecclesiastici. 2 Bände
- 13. (1981) Pieter Hellendaal: Eight solos for the violoncello with a thorough bass, opus 5 (1780)
- 14. (1982) Benedictus Appenzeller: Chansons
- 15. (1985) Two chansonniers from the low countries: French and Dutch polyphonic songs from the Leiden and Utrecht fragments (early 15th century).
- 16. (1985) Jan Baptist Verrijt, Eighteen Motets from „Flammae divinae“ [1649], for two and three parts with organ continuo, opus V
- 17. (2007) Josina van Boetzelaer Raccolta d’arie sciolte con sinfonia, opera II Arie sciolte, e coro con sinfonia, opera quarta